# Teodoro Bonati
 (juillet 2025).
Teodoro Bonati, né le 8 novembre 1724 à Bondeno et mort à Ferrare le 2 janvier 1820, est un ingénieur et mathématicien italien.

## Biographie
Né à Bondeno, dans le Ferrarais, le 8 novembre 1724, Teodoro Bonati suivit dans sa jeunesse les cours de l’école de médecine, et fut reçu docteur ; mais, sans abandonner entièrement cette profession, il se livra ensuite plus spécialement à l’étude des mathématiques sous la direction du professeur d’hydraulique Romualdo Bertaglia. Le marquis Guido Bentivoglio se déclara son protecteur et le fit son médecin, en lui donnant un traitement. En 1759, Bonati ayant de plus en plus acquis l’estime de Battaglia par ses progrès dans les mathématiques, se rendit à Rome avec lui  pour traiter la grande question de l'assèchement des marais Pontins, et celle de la réunion du fleuve Reno au Pô.
L’année suivante, il fut chargé par le pape Clément XIII d’assister le cardinal Innocenzo Conti pour tâcher de mettre fin aux anciennes discussions entre les Bolonais et les Ferrarais, relativement au cours des eaux. On trouve dans le t. 7 de la Raccolta d’autori che trattano del moto dell’acque (édition de Florence, 1769) un mémoire de Bonati contenant le détail de ses expériences et la description des appareils qu’il employa dans la vue de réfuter les paradoxes sur la théorie des eaux courantes, publiés à Paris en 1760 par Claude Leopold Gennete.
Après la mort de Battaglia, son élève Bonati obtint la place de consulteur de la congrégation des travaux publics de la province de Ferrare, et fut en même temps nommé professeur de mécanique et d’hydraulique à l’université de Ferrare. Il s’occupa de la théorie du mouvement des fleuves, inventa ou perfectionna des méthodes expérimentales applicables à la mesure de la vitesse des eaux courantes, et publia sur ce sujet un ouvrage remarquable sous le titre Dell’arti idrometriche ed un nuovo pendolo per trovar la scala delle velocità d’un’acqua corrente. Il tira un très-bon parti de ses divers genres d’étude pour traiter d’importantes questions relatives au Reno et aux autres cours d'eau qui désolaient les provinces de Bologne et de Ferrare.
C’est d’après les plans de Bonati que fut commencé l'assèchement des marais Pontins entrepris sous le pontificat de Pie VI. Lors de l'occupation français de l'Italie, Bonati fut appelé par le vœu de ses compatriotes aux premiers emplois de la république cispadane (1796-1797). Élu malgré son âge au conseil des jeunes (corpo dei giuniori), il présida son unique session. Cette république éphémère ayant été réunie le 27 juin 1797 à la république cisalpine, Bonati se trouva momentanément privé de sa place ; mais il ne tarda pas à être rétabli dans les fonctions qu’il n’avait cessé de remplir avec un zèle infatigable. Il fut l'un des premiers membres de l’institut national d’Italie[Quoi ?]. En 1806, il fut nommé inspecteur général honoraire des eaux, avec l’intégralité de son traitement.
Les mathématiques pures furent aussi un des principaux objets des méditations de Bonati. On trouve dans le t. 7 des Actes de la société italienne des sciences, dont il était membre, une dissertation sur les racines des équations du 5e et du 6e degrés et une méthode pour calculer les mêmes racines par approximation, méthode expéditive fondée sur la théorie des courbes planes et le calcul différentiel. Napoléon reconnut le mérite de Bonati en lui conférant l’ordre de la Couronne de fer. Sa réputation scientifique lui valut aussi d’être nommé correspondant de première classe de l’Institut de France, de la Royal Society de Londres, et d’être inscrit parmi les membres de plusieurs autres sociétés savantes. Il avait atteint sa quatre-vingtième année, lorsqu’il fut appelé à Modène pour assister à un congrès convoqué par Napoléon, et chargé de discuter de nouveau le projet de détournement du Reno dans le Pô. Bonati est mort à Ferrare, le 2 janvier 1820, après deux jours de maladie. Ses manuscrits ont été déposés à la bibliothèque publique de Ferrare.

## Œuvres
- Memoriale idrometrico delle acque per la città e ducato di Ferrara, Rome, 1765 ;
- Progetto di divertire le acque di Burana in Po alla Stellata, Ferrare, 1770 ;
- Essai sur une nouvelle théorie du mouvement des eaux, dans la trad. italienne de l’Hydrodynamique de Bossut, Pavie, 1785 ;
- Ore italiane del mezzodì calcolate per la latitudine della città di Ferrara, dal 1780 al 1799 ;
- Esperimento proposto per iscoprire realmente se la terra sia quieta, oppure si muova ;
- Lettera a Costabili sull’affare del Reno, Ferrare, 1805 ;
- Nuova curva isocrona, ibid., 1807 ; cette dissertation avait déjà paru dans les Opuscoli scientifici de Coletti, en 1781 ;
- Natura delle radici dell’equazioni letterali di quinto e sesto grado, e nuovo metodo per le radici prossime dell’equazioni numeriche di qualunque grado, dans les mémoires de l'Académie nationale des sciences ;
- Alcune Riflessioni critiche su i nuovi principi d’idraulica di Bernard, ibid. ;
- Lettera del dottore Battaglia, intorno al problema del sign. Coutard des Olos ;
- Della velocità dell’acqua per un foro di un vaso, che abbia uno o più diaframmi, e del soffio che si procura nelle fornaci di alcune ferriere col mezzo dell’acqua, etc., ibid. ;
- Esperienze in confutazione del signor Genneté intorno al corso de’ fiumi, dans la Nuova Raccolta d’autori d’acque, t. 6.